# Лоренс Гонзи
Лоренс Гонзи (енгл. Lawrence Gonzi; Пиета, 1. јул 1953) је премијер Малте од марта 2004. до марта 2013. Члан је Националистичке партије.
Раније је биран на место председника скупштине у два мандата, 1988. и 1992. Такође је изабран за министра за социјална питања 1998. и заменика премијера 2003.
Ожењен је и има троје деце.